# James Potter
James Potter (1960. március 27. – 1981. október 31.) varázsló, J. K. Rowling Harry Potter életéről szóló könyvsorozatának kitalált szereplője.

## Élete
|  | Alább a cselekmény részletei következnek! |

James Potter Harry édesapja, aranyvérű varázsló volt. Szülei Fleamont  és Euphemia Potter. James szintén a Roxfort tanulója volt. A Griffendél házba tartozott, legjobb barátaival, Sirius Blackkel (Tapmancs), Remus Lupinnal (Holdsáp) és Peter Pettigrew-val (Féregfark) együtt, akikkel Tekergők néven elkészítette a Tekergők Térképét. A térképen rajta volt a Roxfort teljes alaprajza, azon belül a titkos átjárók Roxmortsba, valamint minden ember, aki a kastélyban tartózkodott.
James Potter egy animágus, szarvassá tudott változni, átváltozott formában társaival együtt beceneveken szólították egymást, az övé Ágas volt.
Legendás hírű csibészek voltak, talán csak a Weasley ikrek vehették fel velük a versenyt. Amikor James elvette Lily Evanst feleségül, Sirius Black volt a tanúja, és később ő lett Harry keresztapja is. Harry apjától örökölte rendkívüli tehetségét a kviddicshez, mert James Potter is fogó volt. McGalagony szerint James, Sirius, Remus és Peter a Weasley ikrek előhírnökei voltak.
Iskolaelsővé nem választják, mivel előtte nem volt prefektus (az a négy barát közül Remus Lupin lett). Későbbi felesége Lily Evans viszont iskolaelső lett.
Öröksége révén nagy vagyona van.
Roxforti évei után, James aurornak állt, majd csatlakozott a Főnix Rendjéhez, melyet Albus Dumbledore vezetett, s Voldemort ellen küzdöttek.
Később Jamest és Lilyt, Peter Pettigrew elárulta Voldemort nagyúrnak, aki megölte őket, sőt fiukat, Harryt is meg akarta, de nem tudta, mert Lily az életét áldozta a fiáért és a Harry iránt érzett szeretete megvédte a kis csecsemőt.
James Potter és Perselus Piton szinte ősellenségként tárulnak fel az olvasók előtt.

## A könyvekben
Első megjelenése a Harry Potter és a bölcsek kövében van, amikor Harry meglátja őt Lilyvel együtt Edevis tükrében. Második a Harry Potter és a Tűz Serlegeben, amikor eltéríti feleségével, Lily Potterrel „Tudodki” átkát.
Emellett, a temetőjelenetet követően (három évre rá) szerepel a Halál ereklyéiben is, ahol Harry a saját halálára készülődve kinyitja a Dumbledore-tól kapott cikeszt, és tartalmát, a Feltámadás Kövét segítségül hívva elbeszélget szeretteivel is – többek között Sirius Blackkel, Remus Lupinnal és saját anyjával ill. apjával, a Potter szülőkkel. Az ezt követő beszélgetés után rövidesen Voldemort halálos átkának kereszttüzébe kerül.